# Новинська
Но́винська (рос. Новинская) — присілок у складі Березовського району Ханти-Мансійського автономного округу Тюменської області, Росія. Входить до складу Ігрімського міського поселення.
Населення — 14 осіб (2010, 30 у 2002).
Національний склад станом на 2002 рік: мансі — 57 %, ханти — 33 %.